# Southern Bastards

Southern Bastards est une série de bande dessinée créée par les Américains Jason Latour (dessin) et Jason Aaron (scénario). Elle est publiée depuis avril 2014 sous forme de comic books par Image Comics.
Southern Bastards raconte le retour d'Earl Tubb dans la petite ville d'Alabama qu'il a quittée à la fin de son enfance, quarante ans plus tôt. Rapidement confronté à d'anciennes rancœurs, il doit affronter la violence et la dureté du Sud américain rural contemporain.

## Récompenses
- 2015 : Prix Harvey de la meilleure nouvelle série
- 2016 : Prix Eisner de la meilleure série

## Publications

### Publications originales
Comic book
- Southern Bastards, Image Comics, depuis avril 2014.

Recueils
- Southern Bastards, Image Comics :

1. Here was a Man, octobre 2014.
2. Gridiron, mai 2015.
3. Homecoming, juillet 2016.
4. Gut check, mai 2018.

### Publications en français
- Southern Bastards, Urban Comics, coll. « Urban Indies » :

1. Ici repose un homme, mars 2015.
2. Sang et sueur, juin 2015.
3. Retour au bercail, octobre 2016.
4. Du fond des tripes, novembre 2018.